# Ángela de Carranza
Ángela de Carranza, también conocida como Ángela de Dios (Córdoba del Tucumán, Virreinato del Río de la Plata, entre 1641 y 1642 – después de 1694), fue una beata agustina acusada por la Inquisición de Lima en 1689. 

## Biografía
Carranza fue hija legítima de Alonso de Carranza y Mudarra, de origen español, y Petronila de Luna y Cárdenas, de origen rioplatense. En su ciudad natal, pertenecía a un grupo social superior del mundo virreinal, pero con unos 25 años se trasladó a la Ciudad de los Reyes, donde se instaló en 1665. Fue en este momento cuando su situación económica se tornó contraria a la situación que vivía en Tucumán.
Allí comenzó sus prácticas como beata y se apellidó a sí misma Ángela de Dios. Empezó a escribir sobre sus revelaciones en 1673, por lo que aumentó su fama de santa e inspirada. Le atribuían el poder de practicar milagros y muchas personas creían que curaba toda especie de males. En 1688, había escrito 543 cuadernos (unos 7500 folios) de visiones, explicaciones místicas y tratados teológicos.
Fue acusada por la Inquisición de Lima y en 1689 tuvo su primera audiencia. En 1694 fue condenada y encerrada en el beaterio de Nuestra Señora de las Mercedes, sometida a penitencia.

## La época beata
En Lima, eligió al fraile agustino Bartholomé de Ulloa para tenerle obediencia, después de oír voces que le parecieron ser las de Dios. Solo hablaba de estas materias con el fraile y es entonces cuando se inició a la escritura de sus revelaciones. Se mantuvo en esta línea aproximadamente 15 años, tiempo en el que también compartió sus experiencias con otros frailes. En esta época también escribió el diario místico en el que revelaba el misterio de la Inmaculada Concepción, algo que se volvería posteriormente en su contra al ser dichas proposiciones calificadas de heréticas.
Al hacerse públicas sus revelaciones, llegó a alcanzar una reputación poderosa como santa, aunque temporal. Comenzó a regalar y vender rosarios, velas, cuentas, campanillas y romero, todos bendecidos, suponiendo que daban ciertos privilegios. En sus visiones, afirmaba conocer el purgatorio, y haber visitado el infierno donde había debatido con los demonios. Anunciaba desgracias y buenaventuras.

## Proceso judicial y condena
Ángela de Dios fue acusada en 1689 tras pasar tres años en la cárcel. El motivo de la acusación estuvo directamente relacionado con sus actuaciones, algunas fueron la atribución de la capacidad de confesar y posterior otorgación de la salvación; la demonización, condenización y castigo en sus visiones a los dominicos; y acusación a la monarquía española y a la Inquisición. Esta última basándose en relevaciones del Señor.
En el proceso judicial actuaron como calificadores ocho sacerdotes, los cuales leyeron y analizaron durante tres años los cuadernos de las beatas y declaraciones de los testigos.
Al terminar el proceso, se fijaron edictos para que se entregasen en el Tribunal en los 9 días siguientes las cuentas, rosarios, medallas, campanillas, retratos, firmas, papeles, etc., pertenecientes a Carranza. Además, debía denunciarse a quienes guardasen tales objetos y a quienes sostuviesen que los escritos de Carranza no eran dignos de censura. Tras los procesos judiciales, todos sus textos fueron recolectados y quemados.
El 2 de junio de 1694, Carranza solicitó una audiencia en la que se mostró arrepentida de sus doctrinas, confesó todo lo que le fue exigido y reclamó la clemencia de los jueces. El Tribunal la condenó a salir en auto público vestida de penitente, con una soga al cuello, y escuchar la lectura de su causa. Tras esto, pasó cuatro años de reclusión en un monasterio. Se le prohibió escribir y hablar de sus revelaciones.
El caso de Carranza atrajo mucha atención, probablemente porque se había establecido a sí misma en el imaginario colectivo.